# Варсіс Едеський
Преподобний Варсіс Едеський, також Варс, Варсій (* ?, Едеса, Мала Азія (нині Шанлі-Урфа, східна Туреччина — † 378, оаза Оксинринх, Єгипет) — єпископ Едеси в Малій Азії, ранньо-християнський східно-римський святий, шанований у православній та католицькій церквах. Пам'ять 28 жовтня (15 жовтня у римо-католиків).

## Життя
Про цього єпископа Едеси Варсіса, який був зісланий аріанським імператором Валентом, розповідає Феодорит Киррський (IV, 16).
Спочатку Варсіса заслали на острів Арад при узбережжі Фінікії, але туди до нього часто приїздили шанувальники. Тоді його перевезли до Єгипту, спочатку в Оксиринх (оаза що прославилася у ХХ столітті, де знайшли численні стародавні пам'ятки), а потім ще далі. Феодорит підкреслює, що люди йшли до Варсіса як цілителя, і після його кончини багато хворих їхало (або їх везли) в Арад, де зберігали постіль Варсіса, на цю постіль вони лягали і уздоровлювалися.
Преподобний Варсіс згадується в Римському мартиролозі.

## Джерело
- Словник святих Якова Кротова [Архівовано 5 вересня 2008 у Wayback Machine.] (рос.)
- Святители Варсис и Евлогий [Архівовано 10 вересня 2009 у Wayback Machine.](рос.)